# 周太王
周太王（？—？），姬姓，周氏，名亶，又称古公亶父、或古公亶甫，是周部落首领，周朝之先祖。因廣施仁政，令不少部落歸附。周滅商朝後，認為“王氣”始於亶父，故追尊為太王。
根据《史記·周本紀》记载，古公亶父继承了后稷、公刘的事业，積德行義，得到民众的爱戴。薰育和戎狄进攻周部落，想要夺取财物，亶父就给了他们。后又来攻，要取得周部落的土地和人口。民众非常愤怒，想要抵抗。古公说道：“民众拥立君主，是为了让君主为民众谋利。如今戎狄来攻，是为了我的土地和臣民，而臣民归我还是归他，又有什么区别呢？你们要为我而战，要杀死很多人的父子，通过这种办法让我当国君，我不忍心做。”于是亶父带着家人和亲随离开了豳，渡过漆水和沮水，经过梁山，到岐山之下安顿了下来。豳地的人全都扶老攜弱，復歸古公到旗下。其他国家的人听说古公仁德，也多归附。於是古公改革戎狄的风俗，营造城郭房舍，让人们分别居住，并设置五官，各司其责。人民安居乐业，都歌颂周太王的功德。孟子曾经赞扬太王专爱他的妃子太姜、不娶其它妻妾，故而“内无怨女，外无旷夫”。

## 后代
- 长子：泰伯（吳國開國國君）
- 次子：仲雍
- 少子：王季（周文王之父）